# Padma Bandopadhyay
Pour les articles homonymes, voir Bandopadhyay.
Padmavathy ou Padma Bandopadhyay, née le 4 novembre 1944 à Tirupati en Inde, est une médecin et air marshal dans l'Armée de l'air indienne.
Elle est la première femme à être promue au grade de maréchale de l'Air dans l'Indian Air Force. Elle est la deuxième femme des forces armées indiennes à être promue au rang d'officier général à trois étoiles, après le lieutenant général Punita Arora.

## Biographie

### Jeunesse
Padmavathy Bandopadhyay est née le 4 novembre 1944 à Tirupati, dans l'État de l'Andhra Pradesh, dans l'Inde britannique. Sa mère est tombée malade de la tuberculose et Padma Bandopadhyay est devenue sa principale soignante à l'âge de 4-5 ans. Par ailleurs, son voisin du quartier du marché de Gole à New Delhi était le Dr Sivaramakrishna Iyer Padmavati, professeur de médecine au Lady Hardinge Medical College. Elle a dit que son expérience avec la maladie de sa mère et son hospitalisation à l'hôpital de Safdarjung, et le fait d'avoir une femme médecin voisine avec le même nom qu'elle, avaient été les premières motivations pour devenir médecin.

### Formation
Padma Bandopadhyay a étudié aux écoles secondaires supérieures de la Delhi Tamil Education Association dans le domaine des sciences humaines. Après avoir obtenu son diplôme de l'école, elle a fait la transition difficile et inhabituelle des sciences humaines vers le domaine scientifique à l'université de Delhi. Elle a étudié la médecine pré-médicale au Kirori Mal College, puis elle a rejoint le Armed Forces Medical College (collège médical des forces armées) à Pune en 1963.

### Carrière
Padma Bandopadhyay intègre l'armée de l'air indienne (Indian Air Force) en 1968. Elle a épousé Sati Nath Bandopadhyay, un autre officier de l'armée de l'air. Elle a reçu la médaille Vishisht Seva (VSM) pour sa conduite pendant la guerre indo-pakistanaise de 1971 . Sati Nath et Padma Bandopadhyay ont été le premier couple de l'Indian Air Force à recevoir le prix du président lors de la même cérémonie d'investiture.
Elle a été la première femme à devenir membre de la Société médicale aérospatiale de l'Inde et la première femme indienne à mener des recherches scientifiques au pôle Nord. Elle est également la première femme officier des Forces armées à avoir terminé le cours du Collège d'état-major du Service de la Défense en 1978. Elle était directrice générale des services médicaux (air) au quartier général de l'Air.
Elle est devenue la première femme à être promue vice-maréchal de l'air (Air vice-marshal, rang de général deux étoiles) ; elle est nommée à ce grade le 6 novembre 2002. Elle est ensuite devenue la première femme maréchale de l'air (Air marshal, rang de général trois étoiles) de l'Indian Air Force, nommée le 1er octobre 2004.
Padma Bandopadhyay est une spécialiste de la médecine aéronautique et elle est membre de la New York Academy of Sciences.
Elle prend sa retraite le 30 novembre 2005.
Padma Bandopadhyay reçoit en janvier 2020 la Padma Shri, qui est la quatrième plus haute distinction civile indienne.

## Distinctions et hommages

### Distinctions militaires
- Médaille Param Vishisht Seva, janvier 2006.
- Médaille Ati Vishisht Seva, janvier 2002.
- Médaille Vishisht Seva, janvier 1973.
- Paschimi Star.

- Sangram Medal.
- Operation Vijay Medal.
- High Altitude Service Medal.
- 50th Anniversary of Independence Medal.

- 25th Anniversary of Independence Medal.
- 30 Years Long Service Medal.
- 20 Years Long Service Medal.
- 9 Years Long Service Medal.

### Autres distinctions
- Padma Shri, janvier 2020[9].
- Prix Indira Priyadarshini.